# William Torge
William Torge (* im 19. oder 20. Jahrhundert; † Anfang der 1950er Jahre) war ein deutscher Drehbuchautor, Liedtexter und Journalist.

## Leben und Werk
William Torge nahm am Ersten Weltkrieg als Gefreiter teil und betätigte sich in dieser Zeit bereits schriftstellerisch. Nach dem Ersten Weltkrieg trat er bei Veranstaltungen des literarischen Kabaretts „Die Humor-Kabine“ in Hannover auf.
Als in Hannover ansässiger Autor verfasste er Liedtexte für örtliche Kommersveranstaltungen und Vereinsabende von Sängerbünden. Zur Zeit der Weimarer Republik trat er 1926 als Künstler für eine von Ernst Rodewald bearbeitete Festschrift zur Feier des 75jährigen Bestehens des Hannoverschen Männer-Gesang-Vereins in Erscheinung.
Gemeinsam mit Ferdinand Schneider schrieb Torge das Drehbuch für den von den Döring Filmwerken produzierten sw-Stumm- und Dokumentarfilm Das deutsche Lied unter der Regie von Karl Pindl, der am 6. November 1928 im Titania-Palast in Berlin uraufgeführt wurde.
Zur Zeit des Nationalsozialismus dichtete Torge den Text für den „Ahoi!“-Maschsee-Walzer mit der Musik von Hermann Ritzau, der aus Anlass der Einweihung des Maschsees in Hannover am 21. Mai 1936 entstand. Als Publikation erschien das dem hannoverschen Oberbürgermeister Arthur Menge gewidmete Werk mit einer Zeichnung von „Vieweg“ auf der Titelseite als Ausgabe für eine Singstimme und Klavier im Verlag von Adolf Hampe.
Im April 1940 beging Torge, der als Schriftleiter langjähriger Mitarbeiter des Hannoverschen Kuriers war, sein 40-jähriges Berufsjubiläum als nebenberuflicher und hauptberuflicher Mitarbeiter im deutschen Zeitungswesen. Insgesamt mehr als ein halbes Jahrhundert arbeitete William Torge als Journalist, etwa als Redakteur für die Norddeutsche Zeitung.
William Torge starb Anfang der 1950er Jahre.